# LIPHLICH
LIPHLICH（リフリッチ）は、日本のヴィジュアル系ロックバンド。

## 概要
2007年？にギター久我新悟とベース進藤渉結成。2008年にバンド名を「Gordie」(ゴールディ)から現在の「LIPHLICH」(リフリッチ)に変更、久我新悟がギターからヴォーカルに転身しドラム丸山英紀、2009年にギター菊池明人が加わり2010年から「多重に重ねたコーラスと世界中の楽器を使い、様々な情景と共にメッセージを発信するバンド」をコンセプトに本格的にバンド活動を開始する。尚、正確な結成年や日にちは当事者達ですら曖昧なためヴィジュアル系というジャンルに参入し活動を開始した2010年を結成年、6月にバンドを始めようと思い立った、ロックの日、2019年からはベース竹田和彦が正式加入した日などの理由から6月9日をバンドの結成日としている。
バンド名の「LIPHLICH」(リフリッチ)は、ヴォーカルの久我新悟が、ロック・ミュージカル「ロッキー・ホラー・ショー」に登場するキャラクターRiff Raff（リフ・ラフ）をそのまま名乗ろうとしていたが初ライブの際にバンド名を誤って「LIPHLICH」(リフリッチ)と名乗ってしまったため、「LIPHLICH」(リフリッチ)となる。後にRiff Raff（リフ・ラフ）と前バンド名「Gordie」(ゴールディ)の高級感を合わせて名付けたとも語っている。
物語のような曲を演劇のように表現するライブが特徴で、一瞬にして場の空気を変え聞き手を曲の中の登場人物になったかのような世界観に引き込むエンターテイメント力に長けている。
「LIPHLICH」のファンの通称は『ウェンディ』。

ピーターパンの登場人物『ウェンディ』のように、いつかはネバーランド(ライブハウス)を去り、ピーターパン(LIPHLICH)を忘れ元の世界(現実)で大人になっていく(自分の人生を歩んでいく)存在として皮肉を込めて名付けられたが「LIPHLICH」の楽曲『猫目の伯爵ウェンディに恋をする』『Pink Parade Picture（ピンク パレード ピクチャー）』では“去っていっても永遠に忘れることがでできない、大切で必要不可欠な存在”とも表現されている。

## 来歴
2010年ヴィジュアルシーンにて本格的に活動開始。6月21日 1stアルバム「SOMETHING WICKED COMES HERE」をリリース。
2011年9月14日より株式会社フジプロダクション/marder suitcaseに所属。
2012年4月に前任のギタリスト菊池明人が脱退後、同年8月に現ギター新井崇之が加入。
2013年2月、仮面ライブ(観客が仮面を付けてライブに参加する)、当日発表ライブ(ライブ当日数時間前に時間と場所を発表しライブを行う)、9月船上ライブ(船を貸し切り海の上でアコースティックライブなどを行う)など斬新奇抜な企画を次々と行い、シアトリカルで独創的な音楽性・エンタメ性の高さと共に話題に。4月にファンの通称『ウェンディ』が誕生する。
2014年04月22日、ヴォーカル久我新悟が慢性声帯炎及び声帯ポリープとの診断を受け一時期休養。同年6月1日より復帰。
2015年12月15日、本人からの申し出により前任ドラマー丸山英紀が脱退。
2016年1月24日、赤坂BLITZ単独公演にて現ドラマーの小林孝聡が加入。
プロフィールが「4人の奇才家が演出を手掛ける、シーン随一のエンターテインメントロックバンド。」に変更される。
2017年シングル2枚、フルアルバム1枚、ライブDVDを1枚リリース。4月、6月、9月とコンスタントにONEMAN TOURを開催。
2018年4月8日 TSUTAYA O-EAST 「SKAM LIFE'S IS DEAD」開催。前任のドラマー丸山英紀が1日限定復帰。
2019年1月12日に前任のベーシスト進藤渉が脱退し、一時3人での活動となるが同年6月9日、TSUTAYA O-WEST公演にて現ベース竹田和彦(ex.和矛)の加入が発表される。
2020年2月12日ドラマー小林孝聡がお笑い芸人の養成所生となった事を発表。
5月1日、HPをリニューアル、6月9日、公式キャラクター「クガネコ。」と「未来のからあげ」が誕生。12月10日、メンバーによる新事務所「株式会社ロッキートーキー」設立、ヴォーカル久我新悟の代表取締役就任。
2021年7月30日、メンバー全員新型コロナウイルスに感染し一時活動休止。同年9月より活動再開。
2022年7月29日より4ヶ月連続リリース、10月よりONEMAN TOUR 2022 「？？？」開催、11月には約5年振りのフルアルバム「EPILOGUE 0」を発売。12月10日にはこちらも約5年振りのホールワンマンを開催し大成功を収める。
12月19日、夢カナYellプロジェクト「GAMUSYALIVE vol.5 -Link the YOUNG-」出演、歴代最多の投票数(投げYell)を獲得し見事1位に輝く。
2023年7月1日よりLIPHLICH 東名阪ONEMAN TOUR「D.D.D」を開催、7月30日には3 title tunes single「Dope Deadly Dream」を配信でリリース。
9月23日にはリリース３時間前に「Aim At Apple」を配信でリリースする事を発表、また翌日9月24日にはKENTO'S 銀座にてLIPHLICH初となる食事付きアコースティックワンマンショー[ LIPHLICH afternoon party「Aim At Apple」 ]を開催。
10月からはLIPHLICH birthday circuit「Wander With Wonder」を開催、それに合わせベース竹田和彦の誕生日10月24日より「Wander With Wonder」を配信リリース。
同時にLIPHLICH TOUR 2024「Natural New Nix」を発表したが11月19日に「Natural New Nix」TOUR FINAL 2024年2月24日 神田スクエアホールを持って活動休止を発表。理由として4人で未来を見据えた活動を継続していくにはどうしてもメンバ
一各々の時間を設ける必要がある、との事。

## メンバー
Vocal：久我新悟（くが しんご）Kuga Shingo
12月10日生まれ。2024年8月4日に逝去したことが公式サイトで公表された。
Guitar：新井崇之（あらい たかゆき）Arai Takayuki
11月23日生まれ。2012年8月1日加入 ex.BLACK桜STRIKERS/Juice他
Drums：小林孝聡（こばやし たかあき）Kobayashi Takaaki
11月25日生まれ。2016年1月24日加入 ex.As If in the darkness/yazzmad他

### 旧メンバー
Guitar：菊池明人（きくち あきと）
12月7日生まれ
2012年4月13日 脱退
Drums：丸山英紀（まるやま えいき）
9月18日生まれ
2015年12月15日 脱退、引退
Bass：進藤渉（しんどう わたる）
8月2日生まれ
2019年1月12日 脱退
Bass：竹田和彦（たけだ かずひこ）
10月24日生まれ。
2025年3月5日 脱退

## ディスコグラフィ

### DVD
| 発売日                                           | タイトル                                                               | 規格品番                               | 備考 |
| ------------------------------------------------ | ---------------------------------------------------------------------- | -------------------------------------- | --- |
| 2015年11月3日(会場限定盤) 2015年11月11日(通常盤) | 2015.5.10「Use My illusion I」at Theatre 1010                          | 会場限定盤：MSLP-029 通常盤： MSLP-030 | 【ライブ会場限定盤】 本編＋アンコール収録(全曲ノーカット収録)                                                                                                  |
| 2017年4月19日                                    | 2016.12.10「LIPHLICH ONE MAN TOUR 2016 発明 FINAL」at 日本橋三井ホール | MSLP-042                               | 2017年3月16日会場先行販売 |
| 2021年8月22日                                    | 2021.6.12 LIPHLICH 1st live streaming 「深世界からお誘い」             |                                        | 恵比寿・Aqua Restaurant&Bar Luxisで収録された無観客配信アコースティックライブ。オフィシャル先行通販では製作風景・オフショットDVD付。現在は会場物販のみで販売。 |
| 2022年1月29 日                                   | 2021.10.10 LIPHLICH 2nd live streaming 「別世界にて奔放」              |                                        | 神戸・クラブ月世界にて収録された無観客配信ライブ。オフィシャル先行通販では製作風景・オフショットDVD付。現在は会場物販のみで販売。                              |

### 参加作品
| 発売日         | タイトル                              | 規格品番  | 収録曲 | 備考                                                                                             |
| -------------- | ------------------------------------- | --------- | --- | ------------------------------------------------------------------------------------------------ |
| 2014年3月26日  | SADS RESPECT ALBUM 『M』              | GEI-001   | Masquerade | Geishun                                                                                          |
| 2022年1月08日  | Enfamilia「Invitation from Six path」 |           | 「The night at the prison」                                                                                    | 久我新悟のみゲストボーカルとして参加                                                             |
| 2022年9月15日  | 「DEVIL RICH MON$TAR」                |           | 「One day」(from LIPHLICH to Develop One’s Faculties) 「Avarice circus 」(from Leetspeak monsters to LIPHLICH) | Develop One’s Faculties × LIPHLICH × Leetspeak monsters 3MANTOUR会場限定発売のコンピレーションCD |
| 2022年10月26日 | 上坂すみれ『ANTHOLOGY & DESTINY』     | KICS-4080 | 「趣味者のテーマ ～ underground heaven!!」                                                                     | 竹田和彦、小林孝聡が参加                                                                         |
| 2023年09月27日 | Dawnman『MEMENTO MORI』               | GLK-094   | 「This is nightmare」                                                                                          | LIPHLICHが楽曲提供                                                                               |

## 主なライブ

### ワンマンライブ・主催イベント
- 2011年02月22日 -
- 2011年02月28日 -
- 2011年03月08日 -
- 2011年03月09日 -
- 2011年03月11日 - 無料イベント
- 2011年03月14日 -
- 2011年03月27日 -
- 2011年03月30日 -
- 2011年04月09日 -
- 2011年04月29日 -
- 2011年12月10日 - 『-BiBlE- Vol.6』
- 2011年12月17日 - 『-BiBlE- Vol.7』
- 2012年01月07日 - 『Marderer.1』
- 2012年01月23日 - 『Critical Highest *J』
- 2012年02月20日 - 『Critical Highest *a』
- 201年月日 - marder suitcase presents LIPHLICH主催東名阪ツアー「The Pink Parade Picture Show Ⅰ」
w/emmurée, MEJIBRAY, amber gris, 凛, エルム
- 201年月日〜月日 - marder suitcase presents LIPHLICH主催東名阪ツアー「The Pink Parade Picture Show Ⅱ」
w/amber gris, emmurée, エルム, MEJIBRAY, ワン★スター
- 201年月日〜月日 - LIPHLICH主催 東名阪ツアーFINAL marder suitcase presents「The Pink Parade Picture Show Ⅲ」
w/amber gris, emmurée, Hi:BRiD, MEJIBRAY, BLACK LINE
- 2013年04月13日 - 5th ONE MAN LIVE『時計仕掛けの晩餐.第2夜』
- 2013年04月27日 - 6th ONE MAN LIVE『LOST IN LIFE』
- 2013年04月28日 - 7th ONE MAN LIVE『LUST FOR LIFE』
- 2013年08月02日 - LIPHLICH 8th ONE MAN LIVE marder suitcase presents『LAST IDIOT』
- 2013年10月04日〜11月08日 - SURREAL FOOL FULL CORSE TOUR
- 2014年02月07日〜02月22日 - LIPHLICH 東名阪2Days ONE MAN公演「奇麗なる炎々」
- 2014年04月07日 - 2Days ONE MAN「奇麗なる炎々in Nagoya」振替公演『ALL SHALL RISE』
- 2014年06月14日〜07月19日 - GRATEFUL NONSENSE TOUR
- 2014年09月21日 - LIPHLICH 丸山英紀 23rd Happy Anniversary Oneman『YA-MAN FESTIVAL』
- 2014年11月09日 - 完売音源集『STUMP+Special Live』
- 2014年11月28日 - 新井崇之 Birthday Event『Make some noise!!!』
- 2014年12月10日 - 『(F)OUR OWN 』
- 2014年12月11日 - LIQUIDROOM公演 after party&久我新悟 Birthday Event
- 2015年03月22日 - 「萬の夜に鳴くしゃれこうべ」発売記念Special Live
- 2015年05月04日 - Use My illusion -introduction-
- 2015年05月10日 - CONCEPTUAL ONE MAN公演「Use My illusion I」
- 2015年05月24日 - CONCEPTUAL ONE MAN公演「Use My illusion II」
- 2015年06月15日〜06月16日 - ～AREA 18th anniversary～LIPHLICH 2Days Oneman Show
- 2015年08月01日〜08月02日 - ジェンダーフリー
- 2015年08月21日 - LIPHLICH ONE MAN SHOW「RUMBLE BERRY JAM」
- 2015年08月29日 - Use My illusion III
- 2015年08月30日 - Use My illusion IV
- 2015年09月18日 - 丸山英紀 24th Happy Anniversary 2Days Oneman「YA-MAN FESTIVAL～1st day～」
- 2015年09月19日 - 丸山英紀 24th Happy Anniversary 2Days Oneman「YA-MAN FESTIVAL～2nd day～」
- 2015年11月03日〜12月06日 - 単独公演ツアー『7 Other Side 7 Tour』
- 2015年12月10日 - LIPHLICH 無料単独公演 『気まぐれ数奇者、歓待をする』
- 2015年12月24日 - LIPHLICH Xmas Eve Show～聖歌が街にやってくる～
- 2015年12月31日 - 大晦日単独公演 「Are you free tonight?」
- 2016年01月24日 - LIPHLICH単独公演ツアー ウロボロス-尾-
- 2016年02月13日〜03月27日 - LIPHLICH単独公演ツアー ウロボロス-蛇であれ 尾を喰らえ-
- 2016年04月02日 - LIPHLICH単独公演ツアー ウロボロス-頭-
- 2016年06月20日〜06月29日 - LIPHLICH無料単独公演「DOUBLE FEATURE-SCREENING PARTY-」
- 2016年07月10日 - LIPHLICH単独公演『DOUBLE FUTURE-RERUN-』
- 2016年08月02日 - 進藤渉 Produce単独公演 「ジェンダーフリー」
- 2016年08月10日・08月11日 - LIPHLICH無料単独公演「DOUBLE FEATURE-SCREENING PARTY-」
- 2016年08月27日 - CONCEPTUAL ONEMAN 『Use My illusion V』
- 2016年08月28日 - CONCEPTUAL ONEMAN 『Use My illusion VI』
- 2016年10月23日〜12月18日 - LIPHLICH ONE MAN TOUR 2016『発明』
- 2016年12月24日 - LIPHLICH Xmas Eve Show 2016 ～聖歌が街にやってくる～
- 2017年03月24日〜04月17日 - LIPHLICH ONE MAN TOUR 2016『発明』振替
- 2017年04月23日 - LIPHLICH ONE MAN SHOW 『VLACK APRIL #1』
- 2017年04月29日 - LIPHLICH ONE MAN SHOW 『VLACK APRIL #2』
- 2017年06月21日〜06月28日 - ～AREA 20th anniversary～LIPHLICH 3Days Oneman Show
- 2017年07月23日 - ノワールスペクタクル
- 2017年08月02日 - 進藤渉 Birthday公演「nude」
- 2017年08月16日 - LIPHLICH ONE MAN LIVE「RUMBLE BERRY JAM」
- 2017年09月02日〜09月30日 - LIPHLICH acoustic & rockabilly oneman tour 「BOOGIE CAT'S NIGHT」
- 2017年10月01日〜10月07日 - Ocean's club『DresSea Osaka 2017』
- 2017年10月14日〜12月24日 - LIPHLICH new album oneman tour 「CLUB FLEURET」
- 2017年12月10日 - LIPHLICH oneman tour extra live「CLUB SWEAT」
- 2017年12月14日 - LIPHLICH acoustic & rockabilly oneman tour 「BOOGIE CAT'S NIGHT-FINAL-」
- 2017年12月23日・23日 - LIPHLICH new album oneman tour 「CLUB FLEURET」
- 2018年04月08日 - SKAM LIFE'S IS DEAD
- 2018年08月02日〜26日 - SMELL LIKE 3 WAY
- 2018年11月23日 - 新井崇之Birthday公演「Signpost to live」
- 2018年11月25日 - 小林孝聡Birthday公演「Red Carpet」
- 2019年01月12日 - 「PATH OF LIFE」
- 2019年04月25日〜12月22日 - AREA 22nd anniversary ～LIPHLICH -Monthly- Oneman Show～
- 2019年06月09日 - 運命的公演「時に人生は映画のように」
- 2019年10月24日 - Welcome LIPHLICH♪Welcome You To LIPHLICH♪
- 2019年11月23日 - Make some noise!!!!
- 2019年11月25日 - OVERLAPPED SONS SHOW
- 2019年12月10日 - 久我の地元
- 2019年12月30日 - LIPHLICH ONEMAN LIVE 2019 FINAL 「新・我・聡・和～Pleasure 2019～」
- 2020年01月19日 - LIPHLICH 新春プレミアム公演2020 「LIPHLICH ONE MAN SHOW～新春しっちゃかめっちゃか～」
- 2020年01月26日 - Monthly Oneman Show LIPHLICH Vol.1
- 2020年02月23日 - Monthly Oneman Show LIPHLICH Vol.2
- 2020年03月25日 - EDGE 8th anniversary LIPHLICH Oneman Show「CUTTING EDGE」
- 2020年03月26日 - Monthly Oneman Show LIPHLICH Vol.3
- 2022年04月10日 - LIPHLICH REBORN ONEMAN 「EP0―原点たる様―」
- 2022年10月23日〜12月10日 - LIPHLICH ONEMAN TOUR 2022
- 2022年12月30日 - LIPHLICH ONEMAN SHOW「PROLOGUE 0」
- 2023年02月24日 - LIPHLICH 声出し解禁 ONEMAN「不確かな世界で君の声をもう1回聞きたいから」
- 2023年03月14日 - LIPHLICH ACOUSTIC ONEMAN「ビターリッチブレンド」※シッティング公演
- 2023年04月04日.11日.18日.25日 - LIPHLICH × 二万電圧 presents

”激突 Extra edition” -LIPHLICH vs YOU - 1st week～4th week※声出し可ウィークリーワンマン公演
- 2023年07月01日.02日.11日 - 東名阪ONEMAN TOUR「D.D.D」
- 2023年07月27日 - LIPHLICH × 二万電圧 presents ”RUMBLE BERRY JAM 2023”※4月4日公演の振替
- 2023年09月24日 - [ LIPHLICH afternoon party「Aim At Apple」]KENTO'S 銀座（食事付きワンマンショー）
- 2023年10月24日 - LIPHLICH birthday circuit「Wander With Wonder」F.A.D 横浜 ※竹田和彦Birthday公演
- 2023年10月28日 -[ LIPHLICH Halloween Oneman 2023 ] 新宿SAMURAI
- 2023年11月23日 - LIPHLICH birthday circuit「Wander With Wonder」前橋DYVER ※新井崇之Birthday公演
- 2023年11月25日 - LIPHLICH birthday circuit「Wander With Wonder」四日市CLUB CHAOS ※小林孝聡Birthday公演
- 2023年12月10日 - LIPHLICH birthday circuit「Wander With Wonder」渋谷REX　※久我新悟Birthday公演
- 2024年1月13日〜2月24日 - [ LIPHLICH TOUR 2024 「Natural New Nix」 ]